# ルース・リーチ・アモネット
ルース・リーチ・アモネット（Ruth Leach Amonette、1916年9月24日 - 2004年6月21日）は、アメリカ合衆国の実業家・教育者である。1943年に27歳で女性初のIBMの管理職およびヴァイスプレジデントに就任し、当時のアメリカの企業で高位の地位にある数少ない女性の1人になった。彼女はそのビジネススキルと女性教育者として全米で有名になった。

## 幼年期と教育
ルース・リーチは1916年にカリフォルニア州オークランドで生まれた。彼女には姉妹が1人いた。カリフォルニア州ピードモントのピードモント高校を1933年に卒業後、カリフォルニア大学バークレー校に入学した。1937年に政治学の学位を取得して卒業した後、歯科助手として働いたが、ゴールデン・ゲート国際博覧会で仕事をするためにその職をやめた。

## IBM
彼女は1939年2月からIBMで働き始めた。最初の仕事は、ゴールデン・ゲート国際博覧会でのIBMタイプライターのデモンストレーションだった。その後、IBMのサービスシステムの仕事の訓練を受け、ジョージア州アトランタのIBMのオフィスで働くようになった。1940年7月にニューヨーク州エンディコットでアメリカ合衆国教育省におけるIBMの講師になった。10月には、IBMの女性に対する教育の責任者(Secretary of Education for Women)になった。その役職において、彼女は、IBM全体の女性に対しIBM製品を北米全体で販売することについての訓練を行った。
1943年11月16日、彼女はIBMのヴァイスプレジデントに就任した。彼女は、彼女が高位の地位で雇用されるようになったのは、IBM社長トーマス・J・ワトソンの「ビジョンと先見性」によるものだとしている。これにより、彼女は当時のアメリカでは数少ない企業において権力を持った地位にある女性の1人となり、また、高位の地位に就いた中で最も若い人物の1人となった。
1947年に結核に罹患して一時的に休職したが、その年のうちに復職した。1947年から1953年までに、ニューヨーク公共図書館、ニューヨーク職業女性クラブ、全米女子大学協会などの団体の役員を務めた。1946年に、ニューヨーク州女性評議会の委員を務めた。1953年にIBMを退職した。

## 退職後
退職後、1954年にウォルター・ビル・ポロックと結婚した。一家はペンシルベニア州フィラデルフィア近郊に住んでいた。彼女はペンシルバニア園芸協会の役員だった。1956年に娘を養子に迎えた。スイスに移住した後、帰国しカリフォルニア州に転居した。ウォルター・ポロックは1977年に亡くなった。彼女は1988年にウィルバー・K・アモネットと再婚した。彼女は1999年に自伝を出版した。ウィルバー・アモネットは1999年に亡くなった。彼女は2004年にカリフォルニア州カーメルで亡くなった。

## 受賞
- 1945年 - 全米女性記者クラブ Outstanding American Woman of the Year[2]
- 1945年 - 『マドモアゼル（英語版）』誌 Merit Award[2]
- 1946年 - 全米女性記者クラブ Achievement Award[2]
- 1996年 - Women in Technology International(WITI) Women in Technology Hall of Fame（女性技術者の殿堂）殿堂入り[2]